# Football Club Avenir Beggen
Il Football Club Avenir Beggen, o più semplicemente Avenir Beggen, è una società calcistica lussemburghese con sede a Beggen, una frazione della capitale Lussemburgo.

## Palmarès

### Competizioni nazionali
- Campionato lussemburghese: 6

1968-1969, 1981-1982, 1983-1984, 1985-1986, 1992-1993, 1993-1994
- Coppa del Lussemburgo: 7

1982-1983, 1983-1984, 1986-1987, 1991-1992, 1992-1993, 1993-1994, 2001-2002
- Éirepromotioun: 1

1962

### Altri piazzamenti
- Campionato lussemburghese:

Secondo posto: 1974-75, 1982-83, 1986-87, 1989-90, 1991-92
- Coppa del Lussemburgo:

Finalista: 1973-74, 1987-88, 1988-89, 1997-98
- UEFA Fair Play ranking: 1

1994-1995

## Statistiche

### Statistiche nelle competizioni UEFA
L'Avenir si è qualificato a competizioni ufficiali UEFA 16 volte.
- UEFA Champions League

Turno di qualificazione (2): 1993-94, 1994-95
Primo turno (4): 1969-70, 1982-83, 1984-85, 1986-87
- Coppa UEFA

Turno di qualificazione (1): 2002-03
Primo turno (4): 1975-76, 1985-86, 1990-91, 1995-96
- Coppa delle Coppe

Primo turno (4): 1983-84, 1987-88, 1988-89, 1992-93
Secondo turno (1): 1974-75
In tutta la sua storia la squadra ha vinto tre eliminatorie europee, fra Champions League, Coppa UEFA e Coppa delle Coppe (ma soltanto una sul campo).
Nel 1969 l'Avenir Beggen conquistò il primo suo campionato nazionale, a seguito una storica partita vinta 3-1 contro la Jeunesse d'Esch. Questo successo consentì all'Avenir Beggen di qualificarsi per la prima volta in Coppa dei Campioni, dove affrontò il Milan campione d'Europa in carica, perdendo 0-5 a Milano e 0-3 in Lussemburgo. 
Un'altra sfida prestigiosa venne disputata durante il 60º anniversario del club, il 1º settembre 1975; l'Avenir Beggen giocò la sua prima Coppa UEFA (oggi Europa League) contro il Porto, sebbene anche in questo caso arrivò una netta sconfitta. Nel 1974-75 i loro avversari al primo turno di Coppa delle Coppe, i ciprioti dell'Enosis Paralimni, si ritirarono dalla competizione a causa della profonda crisi che stava attraversando Cipro. Nella medesima competizione della stagione 1992-93, l'Avenir eliminò i faroesi del B36 Tórshavn nel turno di qualificazione, salvo poi cadere a sua volta nel turno successivo per mano dello Spartak Mosca. Nella Coppa UEFA 1995-96 l'Avenir venne eliminato dall'Örebro solo grazie alla regola dei gol fuori casa, ma successivamente i lussemburghesi ottennero la vittoria a tavolino per 3-0 dopo che fu accertato che gli svedesi avevano mandato in campo un calciatore che non poteva essere schierato per quella partita.
La seconda ed ultima vittoria in un match europeo dell'Avenir si è verificata nella Coppa UEFA 1990-91, quando sconfissero gli slovacchi dell'Inter Bratislava 2-1 in casa, salvo poi venire sconfitti 5-0 a Bratislava ed essere quindi eliminati.
Tabella aggiornata alla fine della stagione 2018-2019.
| Competizione                  | Partecipazioni | G  | V | N | P  | RF | RS |
| ----------------------------- | -------------- | -- | - | - | -- | -- | -- |
| UEFA Champions League         | 2              | 4  | 0 | 0 | 4  | 1  | 12 |
| Coppa delle Coppe             | 5              | 12 | 1 | 1 | 10 | 7  | 42 |
| Coppa UEFA/UEFA Europa League | 5              | 12 | 2 | 1 | 9  | 6  | 44 |